# 中正村 (嘉義縣)
中正村為臺灣嘉義縣阿里山鄉轄下的行政區，是阿里山森林遊樂區重要的商業聚落。在阿里山鄉的12個行政區當中，中正村是漢族居民較多的聚落，屬於該鄉中的5個平地村其中一個，其範圍沿森林鐵路線分布。

## 地理
中正村位於阿里山鄉北部偏東，位處阿里山山區，海拔高約2200公尺，範圍包含多座高山以及山脈的稜線、鞍部等海拔較高的山地。北與鄉內香林村為鄰，南接中山村，東面臨南投縣信義鄉神木村。全村形狀狹長，呈左右相反的L形，由北而南依序為松山2557米，大塔山2663米，祝山2489米，以及位置稍西的萬歲山，而中正村和香山村的主要聚落就位於L形中間的凹處。
中正村海拔高，地形起伏大，夏季降雨量豐沛，冬季冷少降雨。
臺灣島的難抵極位於本村（23°31′N 120°49′E / 23.51°N 120.81°E），距海岸約67.4（41.9英里），海拔約2,406（7,894英尺）。

## 交通

### 鐵路
阿里山森林鐵路的總站設於村內，是觀光客搭乘森林鐵路遊歷阿里山的端點站，每日一班次客運往返嘉義市（停駛中，預計2023年復駛。）。森林鐵路的祝山線，是登祝山觀阿里山日出主要的交通方式。

### 公路
阿里山公路為中正村對外聯絡道路。而中正村是阿里山對外聯絡的公路客運的端點，往台北市的國道客運每週兩班，也有往嘉義市的公路客運。村範圍內大多屬於行車管制區，往來各處以林道以及步道相互連絡。

## 景點和基礎設施

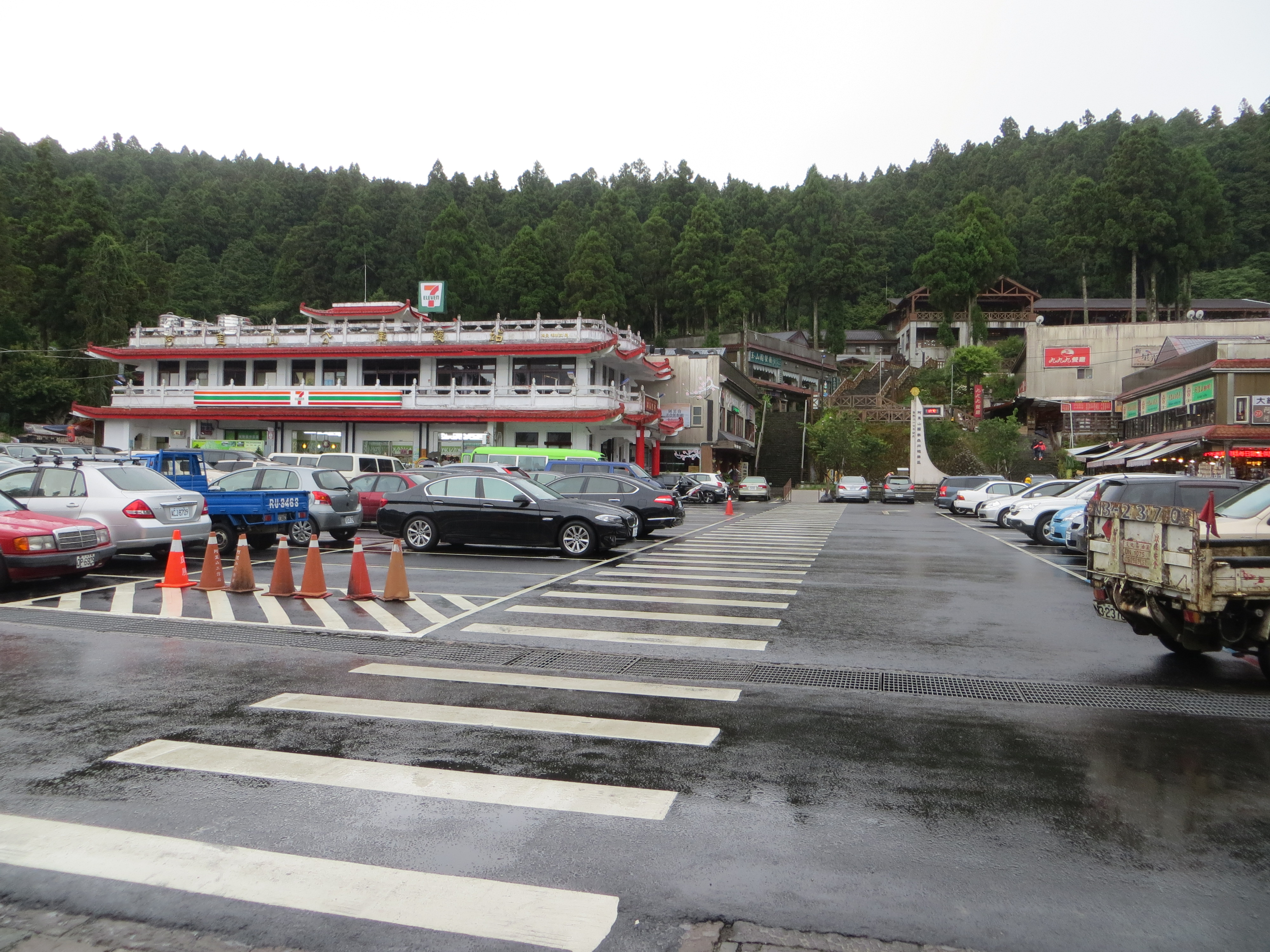
阿里山小客車停車場、阿里山公車站(左)、中央階梯(中右)，行政上屬於中正村轄區。

- 阿里山氣象站：阿里山氣象站位於阿里山鄉萬歲山北側，為交通部中央氣象局所屬二十四個氣象站之一，為四等氣象測報機構[9]，前身為1933年興建完成的「台灣總督府氣象台阿里山觀象所」，嘉義縣文化資產審議委員會於2013年1月25日會勘並審議通過列為嘉義縣縣定古蹟[10]。
- 阿里山郵局：外貌富麗堂皇的阿里山郵局，位於祝山林道第一管制哨旁的岔路上，是阿里山鄉唯一的郵局，也是全國海拔最高的郵局。[11][12]
- 阿里山貴賓館：建於日治時期，為日本皇族上山視察時使用的一棟寬闊雄偉中日西式建築。二次大戰後，時任總統的蔣介石曾下榻於此，遂有「總統行館」或「蔣公行館」之稱。[13]
- 對高岳
- 祝山